# رایشرتسهوفن
رایشرتسهوفن (به آلمانی: Reichertshofen) یک شهر در آلمان است که در بایرن واقع شده‌است.

## خصوصیات
رایشرتسهوفن ۳۶٫۹۰ کیلومترمربع مساحت دارد ۳۸۱ متر بالاتر از سطح دریا واقع شده‌است.